# World-Inline-Cup 2008
Der World-Inline-Cup 2008 wurde für Frauen und Männer an 13 Stationen ausgetragen. Der Auftakt fand am 19. April 2008 in Zug und das Finale am 27. September 2008 in Berlin statt.

## Frauen
| WIC                                                | Ort             | Sieg                        | Platz 2                                    | Platz 3                                  |
| -------------------------------------------------- | --------------- | --------------------------- | ------------------------------------------ | ---------------------------------------- |
| Top-Class 19. April                                | Zug             | Cecilia Baena Bont Wheels   | Nicole Begg Bont Wheels                    | Sandra Gómez Powerslide-Alessi           |
| Top-Class 03. Mai                                  | Sursee          | Jana Gegner Rollerblade MPC | Laura Lardani Rollerblade MPC              | Cecilia Baena Bont Wheels                |
| Top-Class 17. Mai                                  | Wolvega         | Alexandra Vivas Bont Wheels | Nadine Gloor Rollerblade I.B.U. Speedodrom | Elma de Vries CadoMotus                  |
| Top-Class 25. Mai                                  | Rennes          | Cecilia Baena Bont Wheels   | Nicole Begg Bont Wheels                    | Melisa Bonnet Inlinecenter-Matter        |
| Top-Class (200) 15. Juni                           | Incheon         | Cecilia Baena Bont Wheels   | Nicole Begg Bont Wheels                    | Sara Erbiti Bont Bacata                  |
| Class 1 15. Juni                                   | Dijon           | Anne-Sophie Petitprez       | Liana Holguin Inlinecenter-Matter          | Kelly Martinez Bont IDRD Bogota Positiva |
| Top-Class 21. Juni                                 | Weinfelden      | Cecilia Baena Bont Wheels   | Kelly Martinez Bont IDRD Bogota Positiva   | Martha Ramirez Bont IDRD Bogota Positiva |
| Top-Class 28. Juni                                 | Engadin         | Elma de Vries CadoMotus     | Cecilia Baena Bont Wheels                  | Liana Holguin Inlinecenter-Matter        |
| Top-Class (200) 13. Juli                           | Suzhou          | Cecilia Baena Bont Wheels   | Giovanna Turchiarelli Powerslide-Alessi    | Sandra Gómez Powerslide-Alessi           |
| Europameisterschaften in Gera, 20. bis 27. Juli    |                 |                             |                                            |                                          |
| Top-Class 03. August                               | Zürich          | Cecilia Baena Bont Wheels   | Brittany Bowe Hyper USA                    | Alexandra Vivas Bont Wheels              |
| Top-Class 09. August                               | Biel            | Alexandra Vivas Bont Wheels | Giovanna Turchiarelli Powerslide-Alessi    | Brittany Bowe Hyper USA                  |
| Class 1 24. August                                 | Berlin          | Hilde Goovaerts CadoMotus   | Cecilia Baena Bont Wheels                  | Nicole Begg Bont Wheels                  |
| Weltmeisterschaften in Gijón, 4. bis 12. September |                 |                             |                                            |                                          |
| Top-Class 27. September                            | Berlin-Marathon | Cecilia Baena Bont Wheels   | Giovanna Turchiarelli Powerslide-Alessi    | Simona Di Eugenio Rollerblade MPC        |

| Rang | Name                  | Team                          |
| ---- | --------------------- | ----------------------------- |
| 1    | Cecilia Baena         | Bont Wheels                   |
| 2    | Nicole Begg           | Bont Wheels                   |
| 3    | Alexandra Vivas       | Bont Wheels                   |
| 4    | Giovanna Turchiarelli | Powerslide-Alessi             |
| 5    | Sandra Gómez          | Powerslide-Alessi             |
| 6    | Jana Gegner           | Rollerblade MPC               |
| 7    | Tamara Llorens        | Bont Wheels                   |
| 8    | Laura Lardani         | Rollerblade MPC               |
| 9    | Nadine Gloor          | Rollerblade I.B.U. Speedodrom |
| 10   | Sara Erbiti           | Bont Bacata                   |

| Rang | Team                          |
| ---- | ----------------------------- |
| 1    | Bont Wheels                   |
| 2    | Powerslide-Alessi             |
| 3    | Inlinecenter-Matter           |
| 4    | Rollerblade MPC               |
| 5    | Bont IDRD Bogota Positiva     |
| 6    | CadoMotus                     |
| 7    | Rollerblade I.B.U. Speedodrom |
| 8    | Bont Bacata                   |
| 9    | X-Tech-Crocs                  |
| 10   | Shänkel                       |

## Männer
| WIC                                                | Ort             | Sieg                                           | Platz 2                                           | Platz 3                                          |
| -------------------------------------------------- | --------------- | ---------------------------------------------- | ------------------------------------------------- | ------------------------------------------------ |
| Top-Class 19. April                                | Zug             | Joey Mantia Luigino Answer Wheels              | Luca Saggiorato Rollerblade MPC                   | Massimiliano Presti Luigino Answer Wheels        |
| Top-Class 03. Mai                                  | Sursee          | Yann Guyader Powerslide-Alessi                 | Stefano Galliazzo Powerslide-Alessi               | Christian Diazgranados Bont IDRD Bogota Positiva |
| Top-Class 17. Mai                                  | Wolvega         | Ceron Antonio Ruales Bont IDRD Bogota Positiva | Ingmar Berga DSB Bank                             | Reyon Kay ZEPTO Skate                            |
| Top-Class 25. Mai                                  | Rennes          | Diego Rosero Rollerblade MPC                   | Alexander Bastidas Bont Bacata                    | Nelson Garzon Matter Inline Center               |
| Top-Class (200) 15. Juni                           | Incheon         | Luca Saggiorato Rollerblade MPC                | Francesco Zangarini Rollerblade MPC               | Stefano Galliazzo Powerslide-Alessi              |
| Class 1 15. Juni                                   | Dijon           | Jorge Bolaños                                  | Matthieu Boher RPM Poli Matter                    | Julien Sourisseau RPM Poli Matter                |
| Top-Class 21. Juni                                 | Weinfelden      | Yann Guyader Powerslide-Alessi                 | Fabio Francolini Powerslide-Alessi                | Luca Saggiorato Rollerblade MPC                  |
| Top-Class 28. Juni                                 | Engadin         | Nicolas Iten Rollerblade MPC                   | Severin Widmer X-Tech-Crocs                       | Yann Guyader Powerslide-Alessi                   |
| Top-Class (200) 13. Juli                           | Suzhou          | Massimiliano Presti Luigino Answer Wheels      | Nicolas Zamudio Powerslide-PHUZION                | Fabio Francolini Powerslide-Alessi               |
| Europameisterschaften in Gera, 20. bis 27. Juli    |                 |                                                |                                                   |                                                  |
| Top-Class 03. August                               | Zürich          | Joey Mantia Luigino Answer Wheels              | Diego Rosero Rollerblade MPC                      | Yann Guyader Powerslide-Alessi                   |
| Top-Class 09. August                               | Biel            | Joey Mantia Luigino Answer Wheels              | Yann Guyader Powerslide-Alessi                    | Fabio Francolini Powerslide-Alessi               |
| Class 1 24. August                                 | Berlin          | Alexander Bastidas Bont Bacata                 | Mathieu Grandgirard Rollerblade I.B.U. Speedodrom | Severin Widmer X-Tech-Crocs                      |
| Weltmeisterschaften in Gijón, 4. bis 12. September |                 |                                                |                                                   |                                                  |
| Top-Class 27. September                            | Berlin-Marathon | Joey Mantia Luigino Answer Wheels              | Fabio Francolini Powerslide-Alessi                | Elio Cuncu Powerslide-Alessi                     |

| Rang | Name                | Team                  |
| ---- | ------------------- | --------------------- |
| 1    | Yann Guyader        | Powerslide-Alessi     |
| 2    | Luca Saggiorato     | Rollerblade MPC       |
| 3    | Fabio Francolini    | Powerslide-Alessi     |
| 4    | Massimiliano Presti | Luigino Answer Wheels |
| 5    | Francesco Zangarini | Rollerblade MPC       |
| 6    | Diego Rosero        | Rollerblade MPC       |
| 7    | Stefano Galliazzo   | Powerslide-Alessi     |
| 8    | Matteo Amabili      | Powerslide-Alessi     |
| 9    | Alexander Bastidas  | Bont Bacata           |
| 10   | Severin Widmer      | X-Tech-Crocs          |

| Rang | Team                      |
| ---- | ------------------------- |
| 1    | Powerslide-Alessi         |
| 2    | Rollerblade MPC           |
| 3    | Matter Inline Center      |
| 4    | Luigino Answer Wheels     |
| 5    | Powerslide-PHUZION        |
| 6    | X-Tech-Crocs              |
| 7    | Bont Bacata               |
| 8    | Bont IDRD Bogota Positiva |
| 9    | Inlinecenter-Spirotigers  |
| 10   | X-Tech                    |